# Требазелеге
Требазе́леге (итал. Trebaseleghe) — коммуна в Италии, располагается в провинции Падуя области Венеция.
Население составляет 11 535 человек (на 2004 г.), плотность населения составляет 367 чел./км². Занимает площадь 30 км². Почтовый индекс — 35010. Телефонный код — 049.
В коммуне 8 сентября особо празднуется Рождество Пресвятой Богородицы.